# Cói
Cói là một nhóm thực vật trong họ Cói (Cyperaceae), chủ yếu thuộc chi Cyperus (cùng các loài lác, cú).

## Tại Việt Nam
Ở Việt Nam, cói mọc và được trồng ở các tỉnh phía Bắc từ Quảng Ninh đến Thanh Hóa và dọc ven biển các tỉnh Nam Trung Bộ. Hai loài chủ yếu được trồng là cói bông trắng (Cyperus tegetiformis) và cói bông nâu (Cyperus corymbosus).
Cói được dùng chủ yếu để dệt chiếu cói và sản xuất các hàng thủ công mỹ nghệ từ cói như: Túi, làn, dép, nón cói và nhiều các mặt hàng khác được ưa chuộng. Khi dùng dệt chiếu thì sợi cói được đem chẻ mỏng, phơi khô rồi đem dệt. Sợi cói cũng có thể đem xe lại làm sợi lớn hơn thay vì dùng ở dạng sợi nguyên. Với sản phẩm cói, thị trường quốc nội tiêu thụ 30% sản lượng cói, phần còn lại được xuất cảng.
Trước đây các mặt hàng cói, chiếu cói được tiêu thụ bởi thị trường Đông Âu, nhưng từ khi Liên Xô và hệ thống các nước xã hội chủ nghĩa Đông Âu sụp đổ, các mặt hàng này được xuất khẩu chủ yếu sang Trung Quốc và một số nước khác, tuy nhiên hiện nay sản phẩm từ cói gặp nhiều khó khăn trong việc tiêu thụ.
Các địa phương có truyền thống làm nghề thủ công truyền thống từ cây cói là Tiền Hải (Thái Bình), Kim Sơn (Ninh Bình), Nga Sơn (Thanh Hóa).
Mặt hàng chiếu cói từ lâu đã nổi tiếng và được người dân ưa chuộng đã đi vào ca dao của dân gian
"Chiếu Nga Sơn gạch Bát Tràng
Vải tơ Nam Định lụa hàng Hà Đông"
Ở Hà Nội chiếu cói xưa bán nhiều ở Ô Quan Chưởng nên đoạn đường đó từng có tên là "Hàng chiếu cói."

## Gieo trồng
Cói được trồng và nhân giống bằng phương pháp vô tính. Loại đất thích hợp hơn cả là đất phù sa ven biển hay ven sông với nước lợ, pH khoảng 6-7, độ mặn khoảng 0,15 ‰. Ở miền Bắc Việt Nam có 2 vụ cói chính là vụ chiêm (tháng 2-3), vụ mùa (tháng 7-8); cói bãi trồng tháng 5-6 khi bắt đầu có nước lũ, độ mặn giảm.